# Чигиринские походы
Чигири́нские похо́ды 1674—1678 годов — походы войск Русского царства, в том числе Войска Запорожского Левобережной Украины, в период русско-турецкой войны 1672—1681 к городу Чигирин. Чигиринские походы были удачными для России: неудачи Турции под Чигирином сорвали турецкие планы захвата малороссийских (украинских, южнорусских) земель и привели к Бахчисарайскому мирному договору.

## Историческая ситуация
После заключения Андрусовского перемирия в 1667 году произошло разделение Украины на Правобережную и Левобережную. Договор признавал сохранение на Правобережье власти Речи Посполитой, но Киев, расположенный на правом берегу Днепра, Русское царство продолжало удерживать и после истечения оговорённого двухлетнего срока. Итог противостоянию должен был подвести предполагаемый «вечный мир». Реально правительство Речи Посполитой не контролировало Правобережную Украину, а гетман Пётр Дорошенко ещё в 1666 году принял протекторат со стороны Османской империи. Завершив многолетнюю Кандийскую войну, турки изменили основное направление своей внешней политики, в 1672 году вторглись в Подолию и нанесли поражение Речи Посполитой, навязав ей унизительный Бучачский мир. Согласно этому договору, Речь Посполитая теряла Подолию и признавала гетмана Правобережья вассалом турецкого султана. Это развязывало руки Русскому царству для проведения активной политики на правом берегу Днепра. Хотя Бучачский мир был отвергнут сеймом Речи Посполитой в 1673 году, и боевые действия между двумя державами возобновились, московское правительство игнорировало этот факт и заявляло, что действует на территории, принадлежащей османам. В условиях ослабления власти Речи Посполитой казаки Правобережья, недовольные протурецкой ориентацией Дорошенко, начали склоняться на сторону Москвы.

## Причины интереса сторон к Чигирину
Киев был древнерусской столицей, крупным городом и чрезвычайно важным для Русского царства религиозным центром, но ставка гетмана традиционно находилась в Чигирине. Иван Самойлович доносил, что казаки считают: «при ком Чигирин и Киев, при том и они, де, все должны в вечном подданстве и верности в тишине жити». Убеждая султана в своей полезности, Юрий Хмельницкий обещал «без войны Чигирин и Киев и Украину добыть». Уже после взятия города в посланиях воеводы князя Григория Ромодановского и гетмана левобережной Украины Ивана Самойловича выдвигались следующие причины, по которым Чигирин должен был быть взят и удержан: влияние на правобережную Украину; контроль над кошевым атаманом Запорожской Сечи Иваном Серко, имевшим конфликт с Самойловичем; леса вокруг города являлись важным источником древесины для фортификаций; потенциальная угроза похода османских войск на Киев и Левобережье в случае падения Чигирина. Османская империя желала сделать Чигирин форпостом для дальнейшей экспансии вглубь украинской территории; крымский хан, не желая чрезмерного усиления присутствия ни русских, ни турецких войск у своих границ, был скорее заинтересован в уничтожении крепости как таковой. Наконец, сейм Речи Посполитой ставил перспективу заключения антитурецкого союза с Русским царством в зависимость от возвращения Польскому королевству Киева и Чигирина.

## 1-й поход российской армии, 1674 год
15 марта 1674 года на раде в Переяславле Иван Самойлович был объявлен гетманом по обе стороны Днепра. 10 полковников Правобережья признали его избрание, не подчинились только полковники Чигирина и Паволочи, при этом старши́на паволочcкого полка приняла участие в раде и согласилась с избранием Самойловича. В Каневе и Черкассах на правом берегу Днепра встали русские гарнизоны. Однако ставленник турецкого султана Дорошенко в Чигирине продолжал сопротивление и просил помощи у османов и крымских татар. Польское правительство также не признавало прав Москвы на Правобережье. После ряда столкновений, в июле 1674 года основные силы русско-украинской армии под командованием князя Г. Г. Ромодановского и гетмана Самойловича двинулись в поход. 29 июля они осадили Чигирин, но сходу взять его не смогли. Приближение с двух сторон турецкой армии и крымской орды вынудило Ромодановского 10 августа начать отступление к Черкассам, куда войско благополучно прибыло, всего на день опередив крымского хана; в боях под городом татары были отброшены. Турецкая армия восстановила власть Дорошенко, после ожесточённого сопротивления были взяты и разорены Ладыжин и Умань. Эти события создали у османов впечатление, что Москва не готова к серьёзной борьбе за Правобережье.

## 2-й поход российской армии, 1676 год
Разорительное нашествие турецких и татарских войск, угон населения в рабство, религиозные притеснения со стороны мусульман привели к полному падению авторитета Дорошенко. После ухода османов за Днестр, в 1674—1675 годах новый король Польши Ян Собеский сумел частично восстановить позиции Речи Посполитой на Правобережье, предлагая казачеству привлекательные условия (в частности, освобождение от повинностей и власти «панов»). Сам Дорошенко начал переговоры о возврате в польское подданство. Когда об этом стало известно в Москве, последовала негативная реакция — создалось впечатление, что турки действовали на Правобережье с попустительства или даже по приглашению Собеского.
Получив весной 1675 года помощь крымских татар, Дорошенко прервал переговоры. В конце весны на Правобережье вновь вторглась турецкая армия, которую Собесский сумел остановить лишь под Львовом. Турки разорили 19 городов и не встречали серьёзного сопротивления; они отказались отдать Дорошенко захваченный «ясырь». В этих условиях начался массовый исход населения на левый берег Днепра, несмотря на жестокие меры, предпринятые поляками и Дорошенко против переселенцев. 18 сентября Ромодановский с Самойловичем встали на левом берегу Днепра у Канева, на Правобережье был выслан сильный отряд. Помощи от турок Дорошенко не получил, а правобережные полковники, вместо оказания сопротивления, возглавляли переселенцев. Однако ввиду жёсткой позиции польской стороны, угрожавшей послать на Украину войска (не исключалась и возможность союза с Турцией) царские войска уже в октябре вернулись на левый берег Днепра.
Авторитет Дорошенко упал так низко, что на раде в Чигирине 13 октября 1675 года он был вынужден публично принести присягу царю и освободить пленных, а в январе 1676 отправил в Москву гетманские клейноды (кроме булавы). Тем не менее, он продолжал тянуть время и в марте отказался сдать Чигирин полковнику В. Борковскому, а московское правительство выжидало, пытаясь прояснить позицию Речи Посполитой и Турции. В конце августа 1676 года турецкое войско перешло Днестр и двинулось на Львов. Немедленно от армии Ромодановского и Самойловича к Чигирину был отправлен передовой отряд под командованием полковника Г. Косагова и генерального бунчужного Л. Полуботка (15 тысяч человек, в том числе 4 украинских полка и «надворная компания» гетмана). Не встречая сопротивления, они подошли под Чигирин, легко разбили силы Дорошенко на подступах городу и приготовились к осаде. На следующий день Чигирин капитулировал, получив от Самойловича подтверждение «прав и вольностей войсковых».
19 сентября Дорошенко приехал в лагерь к Ромодановскому и сдал гетманскую булаву. На следующий день гетман Самойлович торжественно вступил в Чигирин. Чигирин и Черкасы c округой принесли присягу русскому царю, в Чигирине встал сильный гарнизон, однако основная армия вскоре ушла за Днепр из-за крайнего разорения местности — как свидетельствовал Самойлович: «на той стороне… всё пустыня опричь самого Чигирина и околних городков». Вскоре последовали трения с польскими гарнизонами, ещё занимавшими отдельные крепости на Правобережье. Но 17 октября 1676 война между Речью Посполитой и Османской Империей завершилась подписанием Журавенского договора. Варшава фактически отказывалась от Правобережной Украины, польские гарнизоны могли остаться только в Паволочи и Белой церкви.

## 1-й поход османской армии, 1677 год
Считая Правобережье своим вассальным владением, султан Магомет IV вместо Дорошенко назначил своего пленника Юрия Хмельницкого и в конце мая 1677 года двинул к Чигирину армию Ибрагим-паши. Московское правительство заблаговременно усилило гарнизон: в крепость было послано три стрелецких полка и около 5 тысяч казаков от гетмана Самойловича. Общая численность гарнизона составила 9 тысяч человек под командованием генерал-майора А. Ф. Траурнихта. Согласно плану боевых действий, предложенному Самойловичем и в общих чертах одобренному Боярской Думой 29 марта, предполагалось измотать турок у стен города, задержав их до наступления осени. Когда же ослабленная турецкая армия вынуждена будет уходить из опустевшей местности, свежие силы переправятся через Днепр и нанесут удар.
30 июля у крепости появились передовые отряды, а 3 августа — главные силы турок. Ибрагим-паша потребовал сдачи крепости, предлагая гарнизону свободно уйти на Левобережье, но получил отказ. Казаки, оборонявшие Нижний город, отвергли также универсалы, посылаемые Ю. Хмельницким. С 5 августа началась бомбардировка, турки копали шанцы и постепенно придвигались всё ближе к стенам крепости. Защитники Чигирина предприняли несколько крупных вылазок, мешая осадным работам. Тем не менее, турки сумели сделать несколько проломов в стенах и подвести шанцы на 20-30 саженей. 17 августа был совершён штурм «всеми силами»; после его провала активность осаждавших снизилась, но обстрелы, стычки на вылазках и минная война продолжались. 20 августа в Чигирин вошло подкрепление — полк драгун и 800 сердюков, которые скрытно переправились на правый берег Днепра. 24 августа Ибрагим-паша с крымским ханом и большей частью армии отправился навстречу русско-украинским войскам, идущим на помощь крепости.
Армии Ромодановского и Самойловича, неторопливо продвигаясь, соединились 10 августа и в ночь на 27 августа начали переправу у Бужина перевоза. Попытки турецко-татарских войск помешать переправе окончились неудачей, а в боях на правом берегу 27-28 августа армия Ибрагим-паши потерпела серьёзное поражение. Турки отступили в свой лагерь под Чигирином, в ночь на 29 августа сняли осаду и поспешно отступили за Днестр, бросая отставших и снаряжение. Посланная 30 августа разведка из казаков настигла отступающих в 40 верстах от Чигирина, отбила обозы и припасы и перебила встреченных турок. Но отправленный им вслед 5 сентября сильный отряд, включающий отборные части «нового строя» под командованием полковников Г. Косагова и И. Змеева, уже не сумел настичь турок, ограничившись сбором брошенного ими снаряжения.
5 сентября армия Ромодановского и Самойловича подошла к Чигирину и простояла там до 9 сентября. Ратные люди и казаки восстанавливали укрепления города и уничтожали осадные приготовления турок. В Черкасы и окрестные городки были посланы компанейски полки Новицкого и Павловского, власть Самойловича на Правобережье была восстановлена. Убедившись в отступлении противника, основная армия ушла на зиму за Днепр из-за обнаружившегося недостатка в провианте и подножном корме.

## 2-й поход османской армии, 1678 год

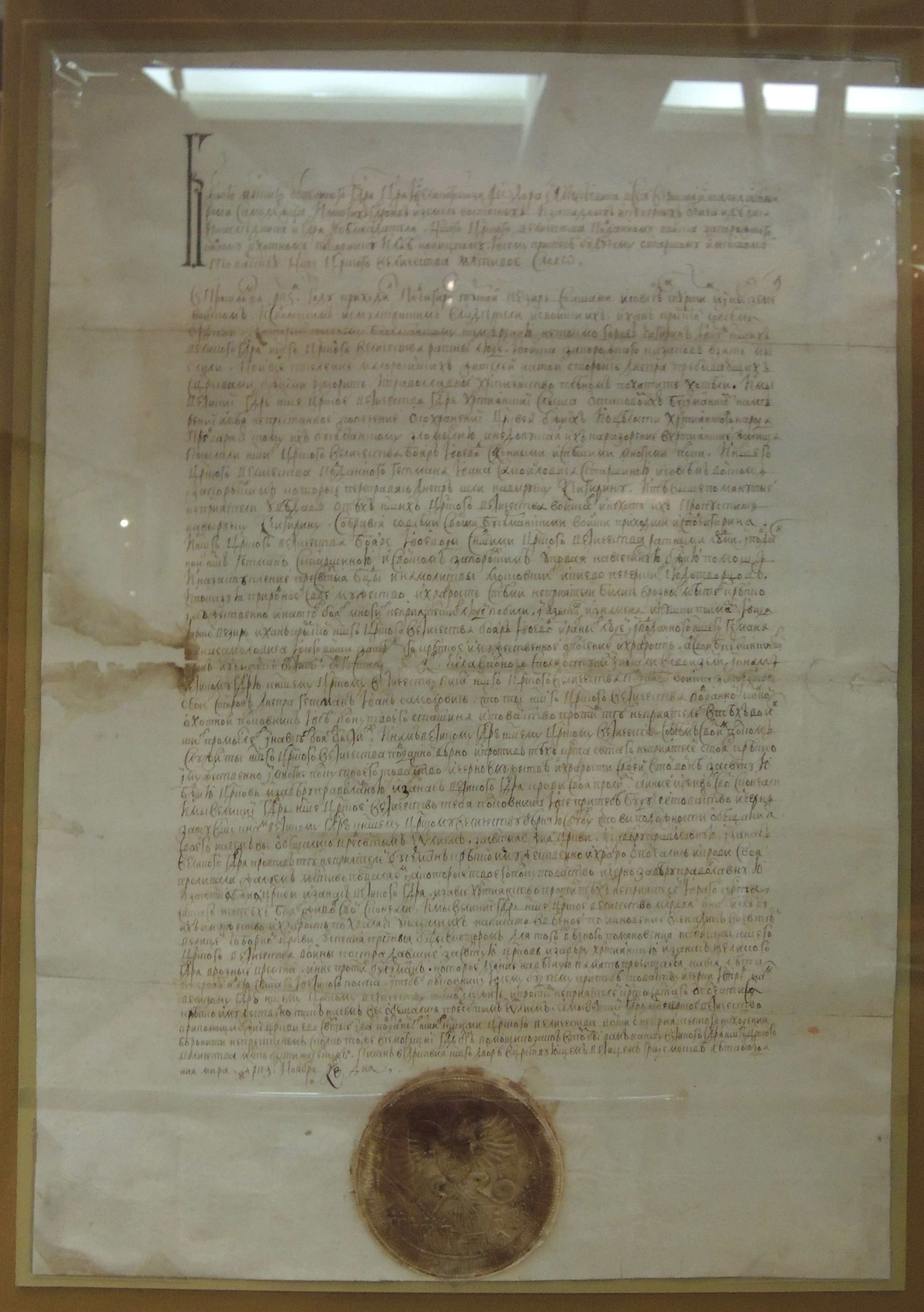
Грамота царя Фёдора Алексеевича Запорожскому войску во главе с конным охотником полковником Ильёй Новицким. Благодарность за совместную борьбу с турками во время Чигиринского похода и обещание помощи на будущее. 1679. Прикладная печать Малороссийского приказа. РГАДА

Ввиду слухов о сборах турок для движения в Малороссию с целью взять Чигирин, Фёдор Алексеевич приказал укрепить этот пункт и снабдить запасами. Гарнизон должны были составить полки из войск Ромодановского и Самойловича под начальством окольничего Ржевского. Исполняя это приказание, Ромодановский и Самойлович двинулись к Чигирину и 6 июля подошли к Бужинской гавани (на левом берегу Днепра), откуда начали переправлять войска на правый берег. Операция эта ещё не была окончена, когда 9 июля к Чигирину подошла армия визиря Кара-Мустафы.
10 июля татары атаковали на левом берегу русские обозы, но были отбиты; неудачей кончилась и попытка турок атаковать 11 июля русские передовые войска на правом берегу.
Только 12 июля русская армия сосредоточилась на правом берегу, где в тот же день отбила атаку Кара-Мустафы.
15 июля, когда отряды турецкой и крымской конницы вновь атаковали русско-украинские войска, Г. Ромодановский вышел из обоза и двинул силы на нападавших. Бой продолжался целый день. Турки и татары отступили и заняли выгодные позиции, перекрыв доступ к провианту и продовольствию.
29 июля к русским прибыл князь Черкасский (с калмыками и татарами) и привёл с собой всего 5 тыс. воинов.
31 июля 15 тыс. чел. копейщиков, рейтар, калмыков и охотных казацких полков Новицкого и Павловского, образовав авангард, двинулись к Чигирину. Остальные силы в батальонном каре вышли за ними. Авангард разбил турецко-татарский отряд, охранявший Кувиченский перевоз. Но войска Каплан-паши заняли Стрельниковую и другие высоты, тем самым делая невозможной переправу через Тясмин.
Утром 1 августа произошло ожесточённое сражение за переправу на Тясмине, в нём особо отличились донские казаки Ф. Минаева и М. Самарина. Не удалась ночная вылазка двух русско-украинских полков под командованием Барковского. Они выступили в полночь из лагеря и, произведя между неприятелем тревогу, в некотором беспорядке вернулись в лагерь.
2 августа бои шли у подножия Стрельниковой горы. Несмотря на упорные атаки русских и украинских полков, взять Чигиринские укрепления не удалось.
3 и 4 августа после жарких боёв русские овладели Стрельниковой горой и вошли в сообщение с гарнизоном. Между тем турки, осаждавшие город, продолжали бомбардировку и начали устраивать подкопы. 11 августа последние были взорваны у реки Тясмин, из-за этого загорелась часть нижнего города. Увидев пожар, русские бросились в лагерь Ромодановского через горевший мост, но он обрушился и много людей погибло. Одновременно с этим неприятелю удалось зажечь и новый верхний город. Оставшийся гарнизон отступил в старый верхний город и там весь день отбивал штурмы противника. Ночью по приказанию Ромодановского была зажжена и уцелевшая часть Чигирина; защитники её присоединились к главным силам, и на рассвете русская армия, преследуемая неприятелем, начала отступление к Днепру. Вслед за тем турки ушли к границе, но Юрий Хмельницкий с татарами остался на правом берегу Днепра, занял Немиров, Корсунь и некоторые другие города и не раз осенью и зимой нападал на левобережные города. Султан Магомет IV, не получив существенных выгод от Чигиринской победы и вообще от войны с Россией и нуждаясь в войсках для борьбы с Австрией, стал склоняться к миру, который и был заключён 13 января 1681 года в Бахчисарае, причём Турция отказалась от своих притязаний на Западную Украину.